# Paikend
Paikend oder Baykand war eine sogdische Stadt im heutigen Usbekistan. Erste Ausgrabungen fanden hier 1940 statt. Systematische Ausgrabungen begannen 1981. Die Ruinen der Stadt bedecken eine Fläche von etwa 300 × 500 m. Im Osten befindet sich die sogenannte Zitadelle, auf der Teile von Palastanlagen und eines Tempels freigelegt werden konnten. Im  Zentrum der Stadt befindet sich ein weiterer Hügel, unter dem sich eine Werkstatt oder Apotheke befand. Ein Feuertempel wird in diversen mittelalterlichen Quellen für Paikend erwähnt, der demnach überregional bekannt war. Er mag mit den Resten des Tempels auf der Zitadelle zu identifizieren sein. Die Stadt war von einer Mauer mit Türmen umgeben. Die Wohnbebauung ist bisher nur zum Teil untersucht worden, doch scheinen die Straßen schachbrettartig angelegt worden zu sein. Wohnbauten an der Mauer waren direkt an diese angebaut, ohne eine dazwischen liegende Straße. Paikend blühte im ersten nachchristlichen Jahrtausend, verlor mit der islamischen Eroberung der Sogden aber an Bedeutung.